# فرودگاه اگنو
فرودگاه اگنو (به انگلیسی: Haguenau Airport) یک فرودگاه غیرنظامی با کد یاتا HGU است که یک باند فرود آسفالت دارد و طول باند آن ۲۰۰۰ متر است. این فرودگاه در شهر هاگونا کشور فرانسه قرار دارد و در ارتفاع ۱۵۰ متری از سطح دریا واقع شده‌است.